# Tleń (przystanek kolejowy)
Tleń – przystanek kolejowy w Tleniu, w gminie Osie, w województwie kujawsko-pomorskim.

## Ruch pasażerski
| Rok  | Wymiana pasażerska na dobę |
| ---- | -------------------------- |
| 2017 | 10-19                      |
| 2022 | 20-49                      |

Obecnie na przystanku jest wykorzystywany jeden tor przy peronie wyspowym, natomiast tor mijankowy znajdujący się bliżej budynku został rozebrany. W latach 90. w budynku dworcowym działała kasa biletowa i poczekalnia, obecnie jest on zaadaptowany na dom mieszkalny.
Nieopodal stacji znajduje się most na Wdzie z pocz. XX w.; przed utworzeniem Zalewu Żurskiego w wyniku spiętrzenia rzeki miał on większą odległość od lustra wody niż obecnie. Zniszczony w czasie działań wojennych, po 1945 odbudowany. Konstrukcja blachownicowa (w przęsłach skrajnych), z kratownicą w środku.

## Galeria

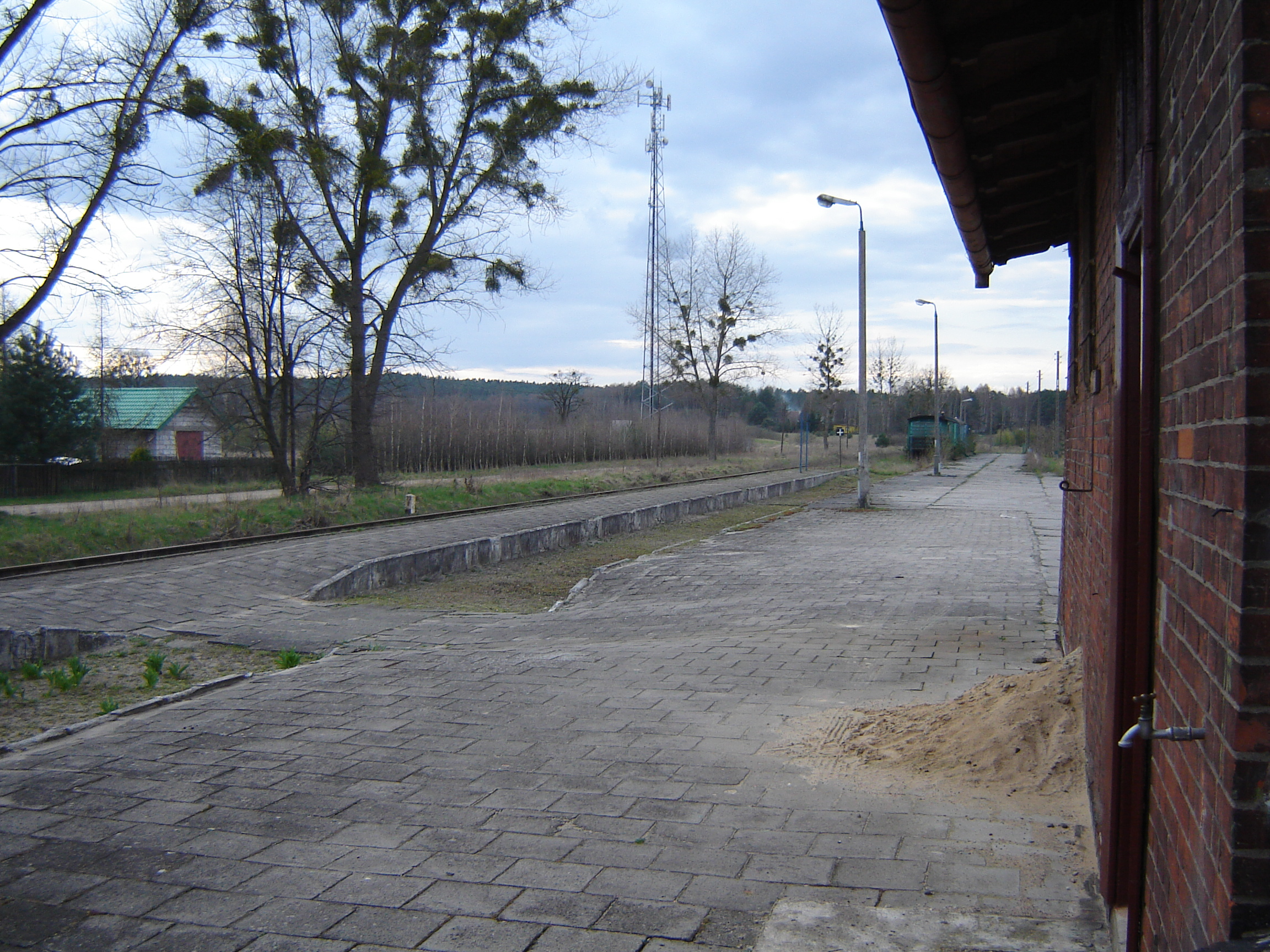
Przystanek kolejowy w Tleniu.
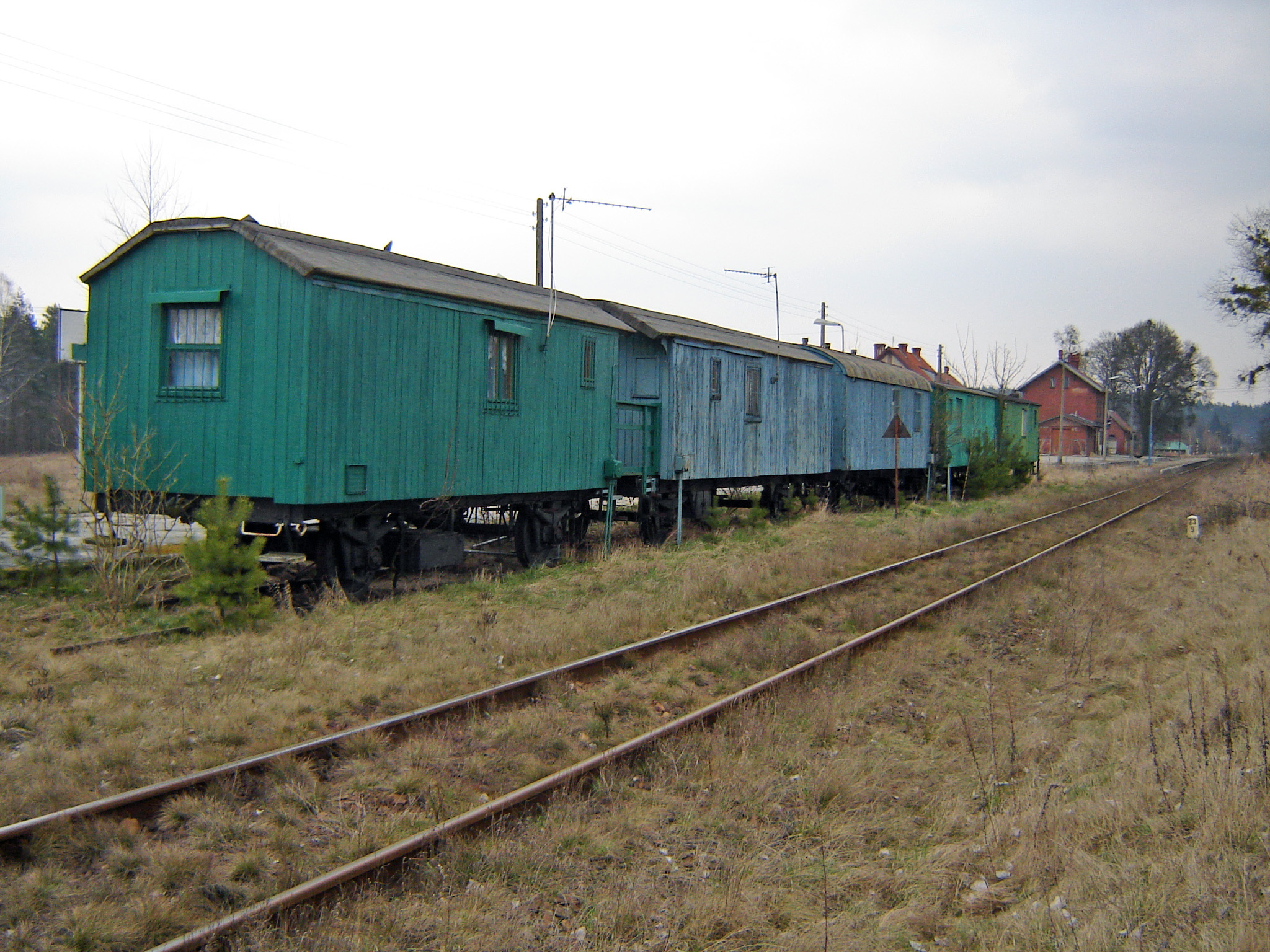
Wczasy wagonowe w Tleniu. W oddali widoczny budynek stacji.